# サクシード
サクシード株式会社（英: SUCCEED CORP.）は、東京都中央区に本社を置く日本の企業。

## 概要
官公庁等の公共分野において年金、税務、共済・健康保険システムや金融、運送、卸売などの受託システム開発のほか、1998年2月より日本全国で一斉開始された「ナンバーディスプレイサービス」と同時期に発売されたCTIソフト『見えTEL君』の開発、販売を行っている。

## 沿革
- 1977年（昭和52年） - 本社を東京都渋谷区に設立（資本金100万円）
- 1980年（昭和55年） - 本社を東京都中央区に移転（資本金900万円）
- 1988年（昭和63年） - 資本金3,060万円に増資
- 1992年（平成  4年） - 資本金5,000万円に増資
- 1998年（平成10年） - ナンバーディスプレイ対応ソフト「見えTEL君」（CTI活用システム）販売開始
- 2004年（平成16年） - 環境マネジメントシステム国際規格 ISO14001認証取得
- 2010年（平成22年） - 情報セキュリティマネジメントシステム国際規格 ISO27001 認証取得
- 2011年（平成23年） - 品質マネジメントシステム国際規格 ISO9001認証取得
- 2012年（平成24年） - 3ISO統合審査
- 2016年（平成28年） - 創立40周年
- 2017年（平成29年） - 本社移転
- 2017年（平成29年） - 宮崎日南オフィス開設
- 2019年（平成31年） - 役員交代
- 2021年（令和3年） -「健康経営優良法人2021」に認定されました
- 2023年（令和5年） -事業継続力強化計画に係る認定を受けました

## 事業所
本社
- 東京都中央区新川1-8-6

宮崎日南オフィス
- 宮崎県日南市岩崎3-4　Ittenほりかわ１階

## 主な製品
- ナンバーディスプレイ対応ソフト「見えTEL君」（CTI活用システム）

## 事業内容
- 提案業
- 設計、開発業
- パッケージ開発、販売（見えTEL君）